# Estádio de Porto Saíde
O Estádio de Porto Saíde (em árabe: ستاد بور سعيد) foi um estádio multiuso localizado na cidade de Porto Saíde, no Egito, inaugurado em 16 de outubro de 1955. De propriedade do Al-Masry Sporting Club, que mandou ali seus jogos oficiais por competições nacionais e continentais entre 1958 e 2012, o estádio também foi uma das sedes oficiais do Campeonato Africano das Nações de 2006, realizado no país. Possuía capacidade máxima para 18 000 espectadores.

## Tragédia de Porto Saíde
Em 1 de fevereiro de 2012, após o fim da partida disputada entre Al-Masry contra o Al-Ahly, que terminou com a vitória do clube mandante por 3–1, torcedores do Al-Masry partiram para cima de jogadores e torcedores do Al-Ahly, atirando pedras, garrafas de vidro e ameaçando as vítimas com facões. Os violentos confrontos resultaram em 74 torcedores mortos e mais de 1 000 feridos.
A motivação que desencadeou tragédia apresentava uma forte conotação política. No âmbito institucional, enquanto o Al-Ahly posicionou-se favoravelmente aos protestos populares que desencadearam no movimento denominado Primavera Árabe, o Al-Masry, por sua vez, posicionou-se em defesa da continuidade do governo do presidente Hosni Mubarak, que acabou deposto em 2011 em decorrência da intensificação dos protestos contra seu governo ditatorial, no poder desde 1981.

## Demolição e projeto de novo estádio
Em 2019, o estádio foi fechado e seu processo de demolição foi realizado por partes, encerrando-se definitivamente em 4 de julho de 2021. Em seu lugar, há planos em andamento para a construção de um novo estádio no local para o futuro por parte do Ministério da Juventude e dos Esportes do Egito.